# Tower division

La Tower division était une Liberty, c'est-à-dire une administration territoriale en Angleterre, dans le Comté du Middlesex. La Tower division était auparavant connue sous le nom de Tower Hamlets. La Tower division pris son nom car elle était sous la juridiction  du Connétable de la Tour de Londres. Le nom Tower Hamlets fut ensuite donné au District londonien de Tower Hamlets qui fut fondé en 1965.
La Division de la Tour était une des quatre division de l'Hundred d'Ossulstone.